# Abu Dabús

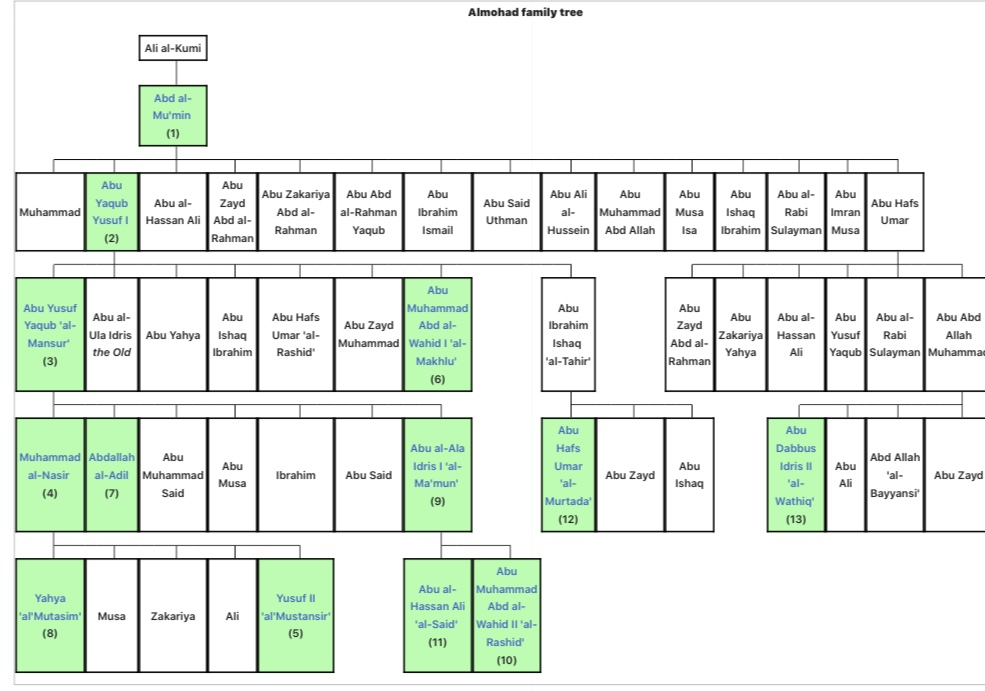
Árbol genealógico de la dinastía almohade

Abu Dabús, conocido también como Idrís II (en árabe: أبو العلا أبو الدبوس الواثق بالله إدريس بن محمد بن أبي عبد الله محمد بن أبي حفص بن عبد المؤمن), fue el último califa de la dinastía almohade. Rigió desde Marrakech, la última plaza almohade, entre los años 1266 y 1269, fecha en que fue asesinado por un esclavo.
Anteriormente a 1266, los benimerines asediaron Marrakech. En la confusión de ese tiempo Abu Dabús aprovechó para derrocar a Abu Hafs Úmar al-Murtada, su primo segundo, que ostentaba el trono. Aunque se declaró califa, su poder real apenas llegó a traspasar las murallas de la capital. Los benimerines, reorganizados, volvieron a asediar la ciudad entre 1268 y 1269. El asesinato del califa puso fin a la dinastía almohade, su sucesor fue el nuevo estado benimerín.